# Samiska
Samiska är en grupp av flera språkvarieteter som hör till den finsk-ugriska språkgruppen. De samiska språkens utbredningsområde utgörs av Sápmi, eller Sameland, det vill säga de nordligaste delarna av Sverige, Norge och Finland samt Kolahalvön i Ryssland. 
Antalet samisktalande har uppskattats till omkring 23 000 personer, varav 12 000 i Norge, 7 000 i Sverige, knappt 3 000 i Finland och 1 000 i Ryssland. De samisktalande är i majoritet i Kautokeino, Karasjoks, Tana och Nesseby kommuner i Norge samt Utsjoki kommun i Finland. Ungefär 75 % (17 000) av de samiskspråkiga talar nordsamiska, 2 000–3 000 lulesamiska, 650 kildinsamiska och 300–500 personer sydsamiska, enaresamiska respektive skoltsamiska. Övriga varieteter har mycket få talare.
Samiska omnämns i den norska och den finska grundlagen och är ett av Sveriges officiella minoritetsspråk. Språken har officiell status i vissa kommuner i Finland, Norge och Sverige. I Ryssland erkänns samiska som ett av de nordliga språken, och det undervisas i kildinsamiska i Lovozero-distriktet.

## Historia
Samiskans ursprung finns i ett fornuraliskt språk som talades kring floderna Volga och Oka i centrala Ryssland för kanske 4 000 år sedan. Från kontakter med andra språk i denna region har samiskan med sig flera urindoiranska och uriranska lånord, bland andra čuohti (hundra) och boazu (ren). Dessa kan dateras till senast omkring 2000 f.Kr.. En del av de människor som talade fornuraliska rörde sig därefter åt väster och kom under årtusendet närmast före Kristi födelse i kontakt med talare av ett urbaltoslaviskt språk som lämnat spår i form av ytterligare lånord som finns kvar i dagens samiska. Dit hör suoidni (hö) och sarvvis (rentjur). Samiskan har ett 40-tal baltiska lånord som kan dateras till denna tid, varav ett 30-tal är gemensamma med finskan. Finskan har dock fem gånger fler baltiska lånord från samma tid. Antingen var finska och samiska fortfarande ett enda språk, eller också har samiskan fått sina baltiska lånord via finskan. Det finns också språkforskare som menar att samiskan påverkats av ett okänt språk som talades i norra Norden innan de uraliska språken gjorde sitt intåg där, förr kallat protolapska men numera "Palaeo-Laplandic", vilket skulle kunna översättas med "fornlappländska".
Senast någon gång under årtusendet före Kristi födelse skilde sig finska och samiska från varandra. Den äldsta formen av samiska kan kallas för ursamiska eller protosamiska. De tidigaste lånorden som finns i samiska men inte i finska kommer från nordvästgermanskan (föregångare till nordgermanskan och västgermanskan) under de sista århundradena före Kristi födelse. Exempel är vuopman (inhägnad använd vid jakt) och vuoksa (ett fisknäts djup). Eftersom nordvästgermanskan under järnåldern veterligt inte talades längre österut än i Finlands kustområden bör kontakten mellan de båda språkens talare ha skett där. Språkhistoriker har också sett att dessa lånord har samma karaktär i alla varianter av samiska och därför bör ha lånats in under en tid då ursamiskan talades inom ett förhållandevis litet område, där alla talare hade kontakt med varandra. Ursamiskans utbredningsområde bör således strax före Kristi födelse ha varit begränsat till södra Finland. Först därefter fick samiskan sin vidsträckta utbredning och delades upp i flera språk och dialekter. De viktigaste dialektskillnaderna utformades dock troligen redan före vikingatiden, alltså under de första århundradena efter Kristi födelse.
Någon gång före 700 e.Kr. kom den samisktalande gruppen i kontakt med människor som talade urnordiska, vilket förmodligen skedde i trakten av Troms vid den nordnorska kusten, dit nordborna hade expanderat vid denna tid. De lånord som samiskan då tog upp har bland annat att göra med båtbyggeri (gielas, köl; borde, bord i båtens sida; suwdas, sud, fog mellan två bord) och havsfångst (fales, val; dorske, torsk; silde, sill). Den allra största mängden urnordiska lånord är dock relaterad till boskapsskötsel och åkerbruk, som gussa (ko), ullo (ull), mielke (mjölk), vuosta (ost), galdit (gälla, kastrera med kniv) med flera.

## Klassificering
De samiska språkvarieteterna är finsk-ugriska språk och ingår därmed i den uraliska språkfamiljen, skild från de indoeuropeiska språken. Mer specifikt tillhör de den finsk-permiska eller, enligt ett annat klassifikationssystem, den finsk-samiska undergruppen. (Släktskapsförhållandena bland de finsk-ugriska språken är omstridda.)

### Indelning i språk och dialekter
De samiska språkvarieteterna bildar en kedja av varieteter, ett dialektkontinuum, där samer från näraliggande områden lätt kan förstå varandras språk medan kommunikationen kan vara besvärlig mellan samer från områden som ligger längre ifrån varandra. Alla de samiska varieteterna är likartade till sitt grundläggande ordförråd och till sin struktur. Av swadeshlistans 100 ord delar de samiska varieteterna i genomsnitt fler än 80, och näraliggande varieteter som regel fler än 90. I synnerhet de ord som har att göra med miljö, släktskap och traditionella näringar är mer eller mindre desamma i alla samiska varieteter. De skillnader som finns när det gäller ordförrådet beror till stor del på att inlån har skett i sen tid från olika håll – från finska till nordsamiska och enaresamiska, från nordiska språk till syd-, ume-, pite-, lule- och nordsamiska samt från ryska till skolt-, akkala-, kildin- och tersamiska. Nordsamiska och sydsamiska skiljer sig åt ungefär lika mycket som svenska och isländska, medan skillnaden mellan den centrala lulesamiskan och den centrala finnmarkssamiskan är ungefär lika stor som mellan svenska och norska.
I äldre litteratur betraktas samiska i allmänhet som ett enda språk. Detta går igen i den svenska regeringens officiella ståndpunkt, att samiskan (åtminstone inom Sverige) är ett språk bestående av flera varieteter.
Språkforskarna talar däremot numera vanligen om flera samiska språk bestående av en mängd dialekter, men det råder ingen enighet om antalet språk och dialekter, eftersom det inte finns några självklara kriterier för indelningen.
I en analys av de samiska språkförhållandena konstaterade Nils-Erik Hansegård, professor emeritus vid Umeå universitet, att det finns åtminstone en tydlig gräns mellan geografiskt närbelägna samiska varieteter vars talare nästan omöjligen kan förstå varandra utan föregående inlärning, nämligen mellan västsamiskan och östsamiskan i Enare. Ytterligare två gränser finns, som dock är mindre skarpa, nämligen mellan enaresamiska och skoltsamiska samt mellan skoltsamiska och kolasamiska. Utifrån dessa aspekter skulle det finnas två eller fyra olika samiska språk. På liknande sätt använder professor emeritus Olavi Korhonen vid Umeå universitet en indelning i tre olika samiska språk, öst-, central- och sydsamiska. Mikko Korhonen, professor vid Helsingfors universitet, talade om nio huvudgrupper av samiska dialekter, som han sammanförde till två eller tre större grupper.
Nu verksamma finländska språkforskare talar vanligen om fler samiska språk. Professor Pekka Sammallahti vid Giellagasinstitutet (Uleåborgs universitet) räknar med tio olika samiska språk, en uppfattning som baseras på att sex av dem har egna skriftspråk (sydsamiska, lulesamiska, nordsamiska, enaresamiska, skoltsamiska och kildinsamiska) medan de fyra återstående (umesamiska, pitesamiska, akkalasamiska och tersamiska) brukar anses skilja sig avsevärt från de övriga. Sammallahti sammanför sedan dessa tio språk till två huvudgrupper, en östsamisk grupp som omfattar språken i nordöstra Finland och Norge samt på Kolahalvön, och en västsamisk grupp som omfattar språken i norra Finland, norra Norge och vidare söderut i Sverige. Pekka Sammallahtis östsamiska språkgrupp motsvarar Olavi Korhonens östsamiska språk medan Sammallahtis västsamiska språkgrupp motsvarar Korhonens central- och sydsamiska språk.
För att komma ifrån den svåra definitionen av språk respektive dialekt talas ofta i stället om varieteter.

### Språkvetenskaplig indelning
Här redovisas de översta fyra nivåerna av den indelning som gjorts av professor Pekka Sammallahti vid Uleåborgs universitet och som i sin fullständiga form omfattar upp till sex nivåer:
- Västsamiska
  - nordlig västsamiska
    - nordsamiska, det största samiska språket som talas av ungefär 75 % av alla samisktalande (ca 10 000 personer i Norge, 2 000 i Finland och 5 000 i Sverige)
      - sjösamiska, längs Norra ishavskusten från Fiskarhalvön till Troms fylke, utom Porsangerfjorden
      - finnmarkssamiska, i Finland i Utsjoki kommun, östra delen av Enontekis kommun, norra delen av Sodankylä kommun, västra delen av Enare kommun samt i Norge i de inre delarna av Finnmark fylke och kustområdet kring Porsangerfjorden
      - tornesamiska, i Sverige nordost om Gällivare, i Finland i västra delen av Enontekis kommun, i Norge från Ofotfjorden till Lyngens och Nordreisa kommuner

    - Västlig gren av nordlig västsamiska
      - lulesamiska, i Sverige i Lule lappmark utom området nordost om Gällivare samt i Norge i Tysfjords kommun; 2 000–3 000 talare
      - pitesamiska, i Sverige i Pite lappmarks fjällsamebyar samt delar av skogssamebyn Ståkke; mycket få talare

  - sydlig västsamiska
    - umesamiska, i Sverige i skogssamebyarna i Pite lappmark, utom delar av Ståkke, i samebyarna i Lycksele lappmark utom Vapstens sameby, samt tidigare även i Norge (Rana kommun); mycket få talare
    - sydsamiska, i Sverige i fjällområdet från Vapstens sameby till Idre sameby, i Norge i området från Mo i Rana till Elgå och Trollheimen; 300–500 talare
      - Nordlig sydsamiska (Åseledialekt), i Sverige från Vapstens sameby till Frostvikens samebyar, i Norge från Vefsns kommun till Namdalen
      - Sydlig sydsamiska (Jämtlandsdialekt), i Sverige från Jijnjevaerie (Hotagens) sameby till Idre sameby, i Norge i Meråkers kommun samt området kring Snåsa och Verdals kommuner

- Östsamiska
  - fastlandsgruppen
    - enaresamiska i Finland omkring Enare träsk; 300–500 talare
    - Den skoltsamiska språkgruppen 
      - skoltsamiska i gränsområdet mellan Norge (Neiden), Finland (Enare kommun) och Ryssland (Kolahalvön); 300–500 talare
      - akkalasamiska i Ryssland i de gamla byarna Babino och Yokostrov vid sjön Imandra; mycket få talare, eller utdött enligt Unesco 2010

    - savukoskisamiska i Savukoski kommun i Finland; utdött

  - samiska språk på Kolahalvön
    - kildinsamiska i Ryssland, ursprungligen i de nordvästra och centrala delarna av Kolahalvön; ca 650 talare som nu mestadels bor i Lovozero, enligt Unesco 2010 mycket hotat
      - Šoŋguj-dialekten (troligen utdöd) i de västra inlandsdelarna av det kildinsamiska området
      - Teriberka-dialekten längs nordkusten vid Kolafjordens mynning
      - Luujaavv’r-dialekten i inlandet
      - Aarsjogk-dialekten i den östra delen av det kildinsamiska området

    - tersamiska, ursprungligen i den nordöstra delen av Kolahalvön, nu med mycket få talare vilka bor utspridda över Kolahalvön

  - kemisamiska, utdött. Nedteckningar finns från Sompio, Sodankylä och Kuolajärvi i Kemi lappmark i Finland

## Samiskans särdrag

### Grammatik
Samiskan saknar liksom de övriga uraliska språken såväl grammatiskt genus som könsspecifika personliga pronomen (separata motsvarigheter till han och hon). Bestämd och obestämd form finns inte. Samiska är ett agglutinerande språk och har 6–11 kasus: nominativ, ackusativ, illativ, lokativ, komitativ och essiv. Lokativ finns i nordsamiska men inte i syd- och lulesamiska. Dessa språk har istället inessiv och elativ som tillsammans bildar samma funktion som lokativ. I syd- och lulesamiska är dessutom genitiv och ackusativ olika kasus till skillnad mot nordsamiskan där de är sammanslagna. Böjning av ord sker i kasus och numerus, med ändelser, med stadieväxlingar och med omljud. Singular och plural finns, liksom dualis. Verb och negationer böjs i första, andra och tredje person i singular, plural och dualis.

### Ordförråd
Orden för "farmor" och "mormor" liksom "farfar" och "morfar" sammanfaller, liksom många andra i svenskan i högre grad genusbestämda ord. Däremot har vissa andra släktingar olika ord som visar i vilken åldersordning de kommer, som till exempel farbröder och mostrar.
Samiskan innehåller rikligt med ord som har med natur och renskötsel att göra, alltså yrkesuttryck. Det finns många olika ord för snö. Detta för att med ett ord kunna beskriva snöns utseende och egenskaper (se boken "Snö" av Yngve Ryd).  Samma sak gäller landskapet, för att kunna beskriva berg, vattendrag etc. I rennäringen finns många ord för ren, för att med ett ord kunna beskriva en rens ålder, kön, färg etc.

### Jämförelse mellan varieteter
| Svenska: - Har Per en hund? - nej, jag inte - du inte, - de inte, den inte - vi två inte - ni två inte - de två inte - vi inte (tre eller fler) - ni inte (tre eller fler) - de inte (tre eller fler) | Nordsamiska: - Leago Bieras beana? - in - it - ii - ean - eahppi - eaba - eat - ehpet - eai | Lulesamiska: - Le gus Bieran bena? - iv - i - ij - en - ähppe - äbá - ep - ehpit - e |

### Några lulesamiska uttryck
- buorre biejvve – god dag, ha en bra dag
- buoris – god dag, hej
- buorre iehket – god kväll, ha en bra kväll
- gåktå vieso? – hur mår du?
- gijtto – tack
- dån la má de jubmel? – du är väl gud?
- jáhká gus? – tror du det?
- iv, mån lav mån nåk – nej, jag är bara jag
- buorre javla ja buorre ådå jahke! – god jul och gott nytt år!

### Några sydsamiska uttryck
- Lahkoe jåvle jih buerie orrejaepie – God jul och gott nytt år
- Buaregh – Hej! (handhälsning)
- Buerie aerede – God morgon!
- Buerie biejjie – God dag!
- Buerie iehkede – God kväll!
- Nåå-nåå – Adjö!
- Guktie veasoeh? – Hur mår du?
- Sijhth prihtjegem? – Vill du ha kaffe?

### Skriftspråk

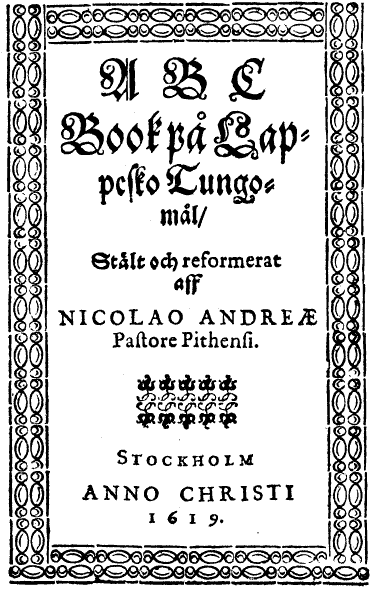
Titelblad till den första tryckta boken på samiska, ABC Book på Lappesko Tungomål

De första skrivna samiska ord som bevarats till vår tid nedtecknades 1557 av den engelske sjömannen Stephen Borrough, som efter ett skeppsbrott vistades några månader på Kolahalvön. Det rörde sig om ett hundratal kildinsamiska ord som senare publicerades. År 1619 utgav kyrkoherden och pastorn i Piteå Nicolaus Andreæ de två första skrifterna på samiska: en sång- och mässbok för gudstjänstbruk och en ABC-bok. Knut Leem utvecklade under 1700-talet ett samiskt skriftspråk för finnmarkens behov. År 1811 utkom Bibeln för första gången på samiska i Sverige. Grundläggande är det latinska alfabetet med tillägg för samiska stavningsbehov. Under 1900-talet började mer icke-religiös litteratur att ges ut på samiska, både originaltexter och översatta texter. Den första bok som gavs ut av en samisk författare var Muitalus sámiid birra av Johan Turi, som kom ut 1910 på nordsamiska och berättar om de samtida renskötande samernas liv.
Från att i huvudsak varit talspråk fick de olika språken officiella skriftspråk på 1970–80-talet. Tidigare har det skrivits utan några enhetliga regler beträffande stavningen. Praxis har varierat mellan land inte minst för nordsamiska, utan att talspråket varierat mellan länderna.
Flertalet samiska språk har numera eget skriftspråk och egen standardiserad ortografi. Moderna operativsystem och ordbehandlare erbjuder val av både samiska tecken och samiskt tangentbord. 
De större språken har egna skriftspråk. Nordsamiska, sydsamiska, lulesamiska, umesamiska, enaresamiska och skoltsamiska använder latinskt alfabet och kildinsamiska det ryska alfabetet.

### Inflytande mellan nordiska och samiska dialekter
Liksom de flesta andra språk så lånas det in ord och under senare år introducerades många nya ord i samiskan i takt med teknik och samhällsutveckling. I till exempel lulesamiskan blir omskrivningen liten och de flesta lånord får ändelsen -a, som till exempel presidennta, departemennta, kultuvrra, studennta, e-poassta (eller e-påvsstå), webba. Mikael Svonni har skrivit Sámi-ruota, ruota-sámi sátnegirji som kom 1990 och är en nordsamisk-svensk, svensk-nordsamisk ordbok. Han arbetar även på en ny ordbok som har cirka 4000 nya samiska ord.
Få exempel finns på lånord från samiskan till skandinaviska språk. Dock finns några studier som diskuterar möjligheten att vissa särdrag i nordskandinaviska dialekter (norrländska, finlandssvenska, tornedalssvenska och nordnorska mål) härrör från omfattande assimilering av finsk- och samisktalande personer i regionens nordisktalande kultur under historiens gång. Två teorier som framförts är att konsonantförlängning respektive vokalbalans i nordskandinaviska dialekter beror på skandinavisering av samer, främst sydsamer, mellan 1300- och 1600-talet i dialektområdet. Alla samiska dialekter, särskilt de östsamiska, har haft liknande form av vokalbalans som är karaktäristiskt bland annat för norrländska mål långt innan nordiska språk talades i norra Skandinavien.

### Försvenskade ord och ortnamn
Följande lånord i svenskan är hämtade från samiska dialekter:
- Giron – Det samiska ortnamnet Giron  (”fjällripa”) har först lånats till finskan som Kiiruna och sedan från finska till svenska som Kiruna.
- jokk heter jåhkå på lulesamiska och betyder ”å” eller större bäck. På nordsamiska heter det johka.
- Jokkmokk heter Jåhkåmåhkke på lulesamiska och uttalas ungefär jåckåmåckie, som betyder ”åkrök” eller, eftersom det är ett namn, ”åkröken”. På nordsamiska heter det Johkamohkki.
- jågås på lulesamiska och syftar på en mindre bäck.
- jaur heter javrre på lule- och javvri på nordsamiska, och betyder ”sjö”. Javrre uttalas ungefär javere.
- kåsa heter guksi på nordsamiska. Uttalas goksi.
- kåta heter goahte på lulesamiska och uttalas ungefär gåatie.
- ackja kommer från det finska ordet ahkio, som på samiska heter geres och betyder ”släde”. Ahkio är i sin tur lånord från svenska och betyder ”åk”.
- vaja heter vatjav på lulesamiska och betyder ”renko”.
- Saltoluokta hade kunnat betyda ”Saltviken”, men eftersom salt heter sállte på lulesamiska så är betydelsen okänd. Luokta betyder ”vik”.
- Kvikkjokk – Det är okänt varifrån ordet kvikk härstammar. Guojkkajåhkkå heter platsen på lulesamiska och betyder ”forsbäcken”.
- Kebnekajse heter Giebnegáisi på nordsamiska och Giebnegájsse på lulesamiska. Giebne betyder ”kittel” och gáisi betyder ”högfjälltopp”. Numera är giebne detsamma som ”kastrull” i vardagsspråket.
- Padjelanta heter Badjelándda på lulesamiska, och betyder ungefär ”högre landet” eller ”övre landet”. Badje eller badjel betyder ”över”, som i kloahkka l gålmån badjel, ”klockan är över tre”.

Många ytterligare namn på naturformationer såsom berg, sjöar med mera i Lappland är hämtade från samiska dialekter.

## Samiskans ställning i olika länder

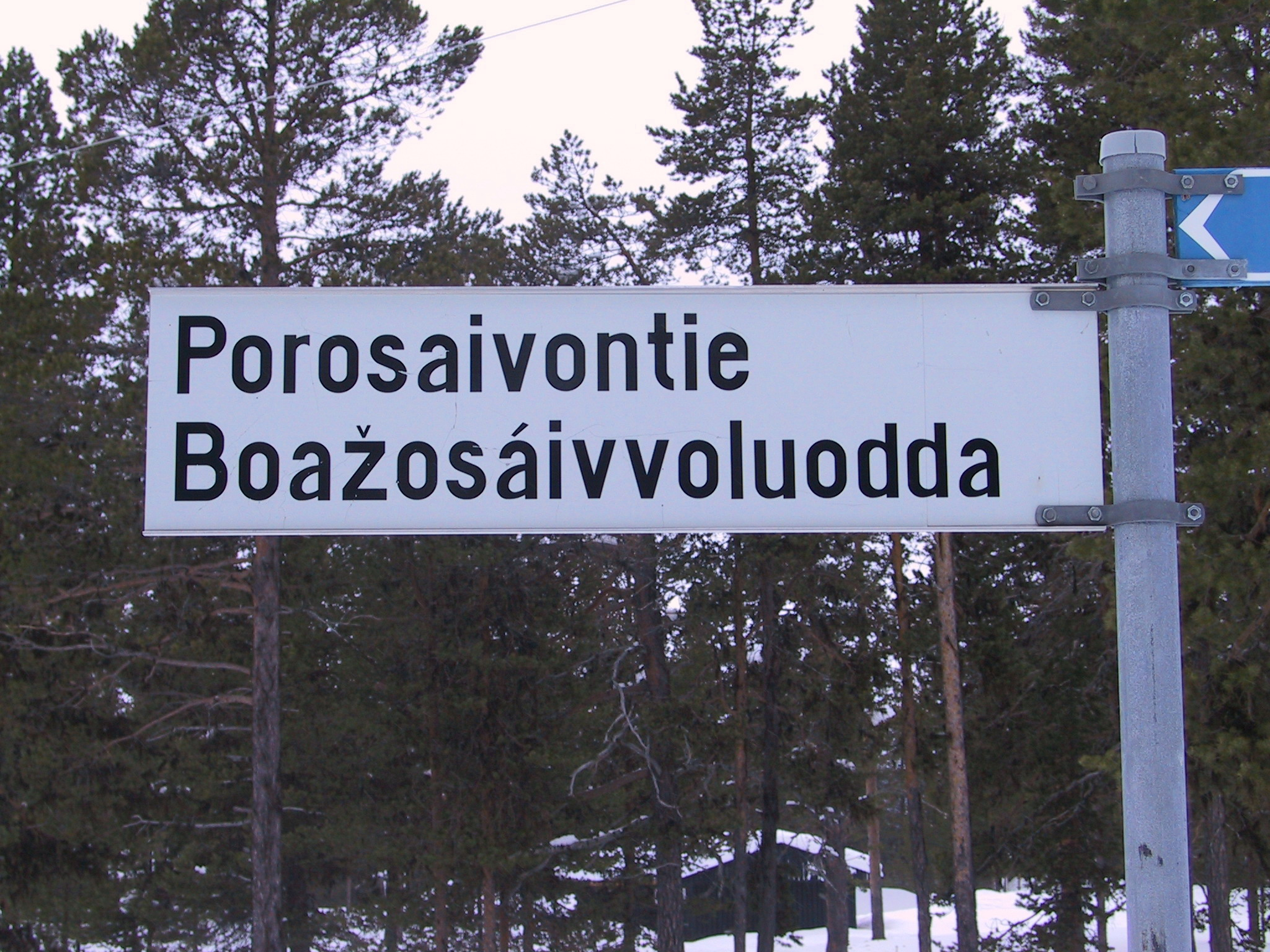
En tvåspråkig (finska och nordsamiska) gatuskylt i Enontekis i Finland

Samerna har sedan mycket lång tid tillbaka haft kontakt med finnar och skandinaver. I Norge avancerade kunskaperna i norska söderifrån och norrut samt från kusten till inlandet. I Nordnorge var samerna allmänt tvåspråkiga omkring 1900, söderut betydligt tidigare. I Sverige avancerade svenskkunskaperna på motsvarande sätt från söder mot norr och även här var samerna i allmänhet tvåspråkiga omkring 1900. Inom det norrbottensfinska området blev dock finska samernas andra språk även i Sverige. Under 1900-talet har de allra flesta samer i Sverige, Norge och Finland fått modersmålsliknande kunskaper i majoritetsspråken, vilket åtföljts av en tillbakagång för samiskan. Språkbytesprocessen har gått längst bland sydsamer och sjösamer, medan nordsamiskan är mindre hotad. 
Språkpolitiken har sett olika ut i Sverige, Finland och Norge, vilket beskrivs kort nedan.

### Finland
Till följd av den snabba kolonisationen av Kemi lappmark och Kajanaland under 1600- och 1700-talen assimilerades de sydligaste samerna i Finland i den finska befolkningen och deras språk, kajanasamiska och kemisamiska, försvann.
Utvecklingen i Finland var annars densamma som den i Sverige fram till rikets delning 1809, och de första prästerna inom det samiska området kunde nästan undantagslöst samiska. Detta fortsatte under den ryska tiden. År 1849 infördes en förordning enligt vilken samisktalande präster hade företräde till tjänsterna i de nordligaste församlingarna, Utsjoki och Enare. När de första folkskolorna inrättades inom området i slutet av 1800-talet förekom ofta undervisning på samiska och viss litteratur var på samiska, bland annat en nordsamisk ABC-bok.
Efter Finlands självständighet 1917 förfinskades emellertid skolgången nästan totalt och användningen av samiska böcker upphörde. Efter andra världskriget började utvecklingen gå i motsatt riktning och från och med 1970-talet blev samiskans ställning allt starkare. År 1992 infördes en språklag som ger samerna rätt att bevara och utveckla sitt språk. Den aktuella samiska språklagen infördes 2003 och gäller framför allt inom Samernas hembygdsområde, dvs. Enare, Enontekis, Sodankylä och Utsjoki kommuner, men även för en del regionala och nationella myndigheter och institutioner.
De som bor i Samernas hembygdsområde och behärskar samiska ska i huvudsak undervisas på samiska i grundskolan. Utanför hembygdsområdet beslutar den kommun barnet bor i om undervisning på samiska. Mindre än hälften av samerna och i synnerhet av de samiska barnen (40 % av barn under tio) bor i hembygdsområdet. Samiska är valbart språk i en del skolor.
I gymnasierna i Ivalo och Enontekis samt i det samiska gymnasiet i Utsjoki har undervisats i samiska som modersmål och som främmande språk.
Samiska kan studeras på universitetsnivå framförallt vid Giellagasinstitutet vid Uleåborgs universitet, men också vid Helsingfors universitet, Lapplands universitet och Åbo universitet.

### Norge
I Norge inleddes ett omfattande missionsarbete bland samerna i början av 1700-talet. Missionärerna utbildades i samiska och flera böcker utgavs på detta språk. Prästen Knud Leem författade en grammatik och en stor samisk ordbok samt utgav en samisk psalmbok, en bönbok och en ABC-bok. Efter Leems död återinfördes emellertid danska som undervisnings- och kyrkospråk och i början av 1800-talet kunde nästan inga präster samiska. Den danske prästen Nils Vibe Stockfleth, som kom till Finnmark 1825, återupptog arbetet med att utbilda samiskkunniga präster och skapa samisk litteratur. Han utgav bland annat Nya testamentet på samiska samt skrev en samisk grammatik och en ordbok.
Vid 1800-talets mitt inleddes sedan en assimileringspolitik inriktad på att göra samerna till norrmän. Denna politik hårdnade på 1880-talet men lättade något på 1920-talet. Norska blev det enda tillåtna undervisningsspråket i skolorna och särskilda ansträngningar gjordes för att locka norska lärare till de samiska församlingarna Kautokeino och Karasjok. Såväl samer som en del norrmän var dock starkt kritiska till förnorskningspolitiken, och sedan andra världskriget har attityden varit liberalare. I början av 1970-talet skapades en avdelning för undervisning i samiska vid lärarhögskolan i Alta, som 1989 överfördes till den nyinrättade  Samiska högskolan i Kautokeino.
År 1990 infördes föreskrifter om det samiska språket i den norska samelagen. Lagen gör i princip samiska till likställt med norska inom Förvaltningsområdet för samiska språk: Karasjoks, Kautokeino, Nesseby, Porsangers, Tana och Kåfjords kommuner.
Numera kan eleverna gå hela grundskolan med samiska som undervisningsspråk. I Karasjok och Kautokeino finns gymnasier där samiska används, om än i mindre utsträckning än i grundskolan. I såväl riks- som lokalradion förekommer långa dagliga sändningar på nordsamiska.

### Ryssland
Samerna i Ryssland är en av 47 lagligt erkända urbefolkningar i landet. Historiskt har fyra samiska språk talats i de samiska områdena i Ryssland. Den nuvarande situationen för dessa språk har noterats som alarmerande, med Kildinsamiska som den enda variant som undervisas formellt i grundskolan.
Rätten till språk, såsom juridiskt erkännande, icke-diskriminering, deltagande, lämplig utbildning och utbildning av hög kvalitet, finns som element i rysk lag men skiljer sig avsevärt innehållsmässigt från internationella standarder. Filosofie doktor Ekaterina Zmyvalova vid Umeå universitet anser, utifrån forskning under bland annat covidpandemin och Rysslands invasion av Ukraina, att de nuvarande språkaktiviteterna utanför läroplanen för samiska elever i Ryssland är marginaliserade, där den rättsliga ramen för rätten till språk inte används effektivt för att förbättra samisk språkundervisning.

### Sverige
I Sverige inrättades den första sameskolan i början av 1600-talet av prästen i Piteå, Nicolaus Andreæ. Den ersattes 1632 av Skytteanska skolan i Lycksele. Under 1700-talet utvecklades ett system med kringresande lärare (kateketer). Samtliga präster i lappmarkerna skulle då vara samisktalande och en del av dem var också själva samer. I takt med att alltfler nybyggare flyttade till lappmarken försvagades emellertid samiskans ställning. I de sydligaste lappmarkerna blev svenskan tidigt kyrko- och undervisningsspråk, medan finskan blev dominerande längst i norr. Sin starkaste ställning hade samiskan i området däremellan, nämligen i Lycksele, Arjeplogs, Jokkmokks och Gällivare socknar, där sydlapska bokspråket användes som undervisningsspråk för samer fram till slutet av 1800-talet. I delar av området förekom undervisning på samiska ända till slutet av 1910-talet.
År 1913 infördes nomadskolor för samebarn. Det innebar en nästan total försvenskning av undervisningen, även om samiska kunde förekomma som hjälpspråk i lägre klasser. Efter nomadskoleutredningen 1957 blev samiskan obligatoriskt som skolämne i nomadskolan (senare sameskolan). Under slutet av 1900-talet stärktes samiskans ställning betydligt. Förutom vid de fem sameskolorna (klass 1–6) kan samiska läsas som hemspråk. Radiosändningar på samiska har förekommit i Sveriges radio sedan 1953.
Det har dock förekommit att icke-samisktalande föräldrar som sökt hemspråksundervisning till sina barn fått nej eftersom det tidigare funnits krav att samiska skulle vara ett aktivt språk i hemmet för rätt till hemspråksundervisning.
Umeå universitet har kurser i nordsamiska, lulesamiska, umesamiska och sydsamiska. Uppsala universitet har kurser i nordsamiska. Eftersom resurstilldelningen på högskolenivå beror på antalet studerande har sådana små språk en risk att förlora lärarresurser inom den högre utbildningen.
Sedan den 1 april 2000 är samiska officiellt minoritetsspråk i Sverige. Det innebär att samisktalande har rätt att använda sitt språk vid kontakter med myndigheter och domstolar, liksom att utnyttja barn- och äldreomsorg på samiska, inom det så kallade Förvaltningsområdet för samiska. Sedan den 1 januari 2010 omfattar förvaltningsområdet följande kommuner: Arjeplog, Arvidsjaur, Berg, Gällivare, Härjedalen, Jokkmokk, Kiruna, Lycksele, Malå, Sorsele, Storuman, Strömsund, Umeå, Vilhelmina, Åre, Älvdalen och Östersund. Det samiska språkets ställning i Sverige regleras sedan 2009 av lagen om nationella minoriteter och minoritetsspråk.

## Språkkoder
Språkkoder för samiska är enligt ISO 639:
| ISO 639-1 | ISO 639-2 | ISO 639-3 | ISO 639-5 |                           |
| --------- | --------- | --------- | --------- | ------------------------- |
|           |           | sia       |           | akkalasamiska             |
|           |           | sjd       |           | kildinsamiska             |
|           |           | sjk       |           | kemisamiska               |
|           |           | sjt       |           | tersamiska                |
|           | sma       | sma       |           | sydsamiska                |
| se        | sme       | sme       |           | nordsamiska               |
|           | smi       |           | smi       | samiska (oavsett dialekt) |
|           | smj       | smj       |           | lulesamiska               |
|           |           | sje       |           | pitesamiska               |
|           | smn       | smn       |           | enaresamiska              |
|           | sms       | sms       |           | skoltsamiska              |
|           |           | sju       |           | umesamiska                |